# خاور اشلاگر
خاور اشلاگر (انگلیسی: Xaver Schlager؛ زادهٔ ۲۸ سپتامبر ۱۹۹۷) بازیکن فوتبال اهل اتریش است.
از باشگاه‌هایی که در آن بازی کرده‌است می‌توان به باشگاه فوتبال ردبول زالتسبورگ اشاره کرد.
وی همچنین در تیم‌های ملی فوتبال زیر ۲۱ سال اتریش، و اتریش بازی کرده‌است.